# 차성미
차성미(1975년 11월 23일 ~ )는 대한민국의 전직 여자 축구 선수 및 축구 심판이다. 선수 시절 포지션은 공격수였다.
오산여자종합고등학교(현재의 오산정보고등학교)와 울산대학교 학사 과정을 졸업했으며 인천 현대제철 레드엔젤스의 전신인 현대제철 여자 축구단 소속으로 활동했다. 1994년부터 2003년까지 대한민국 여자 축구 국가대표팀 선수로 활동하던 동안에 57경기에 출전하여 30골을 기록했고 6차례의 AFC 여자 아시안컵(1993년, 1995년, 1997년, 1999년, 2001년, 2003년), 3차례의 아시안 게임(1994년 히로시마 아시안 게임, 1998년 방콕 아시안 게임, 2002년 부산 아시안 게임)에 참가했다.
2007년에는 국제 축구 연맹(FIFA) 소속 국제 심판으로 등록되었으며, 2007년 AFC U-16 여자 챔피언십과 2011년 FIFA 여자 월드컵의 심판을 맡았다.

## 심판 경력

### FIFA 여자 월드컵
2011년 FIFA 여자 월드컵
- 2011년 6월 30일:  독일 -  나이지리아 (A조)

### FIFA U-17 여자 월드컵
2008년 FIFA U-17 여자 월드컵
- 2008년 10월 29일:  덴마크 -  콜롬비아 (A조)
- 2008년 11월 4일:  가나 -  코스타리카 (B조)
- 2008년 11월 13일:  독일 -  미국 (준결승전)

2010년 FIFA U-17 여자 월드컵
- 2010년 9월 6일:  캐나다 -  가나 (D조)
- 2010년 9월 9일:  뉴질랜드 -  스페인 (C조)

### AFC U-17 여자 아시안컵
2007년 AFC U-16 여자 챔피언십
- 2007년 3월 10일:  조선민주주의인민공화국 -  태국 (B조)
- 2007년 3월 14일:  중화인민공화국 -  일본 (준결승전)